# Jean Bullant

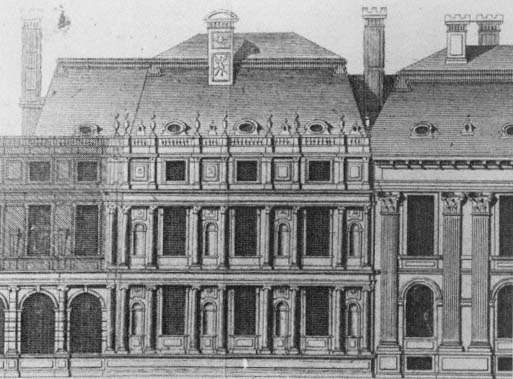
Facciata del palazzo delle Tuileries

Jean Bullant (Amiens, circa 1520 – Écouen, 10 ottobre 1578) è stato un architetto francese, le cui opere rappresentano il passaggio dallo stile del Rinascimento al Manierismo.

## Biografia

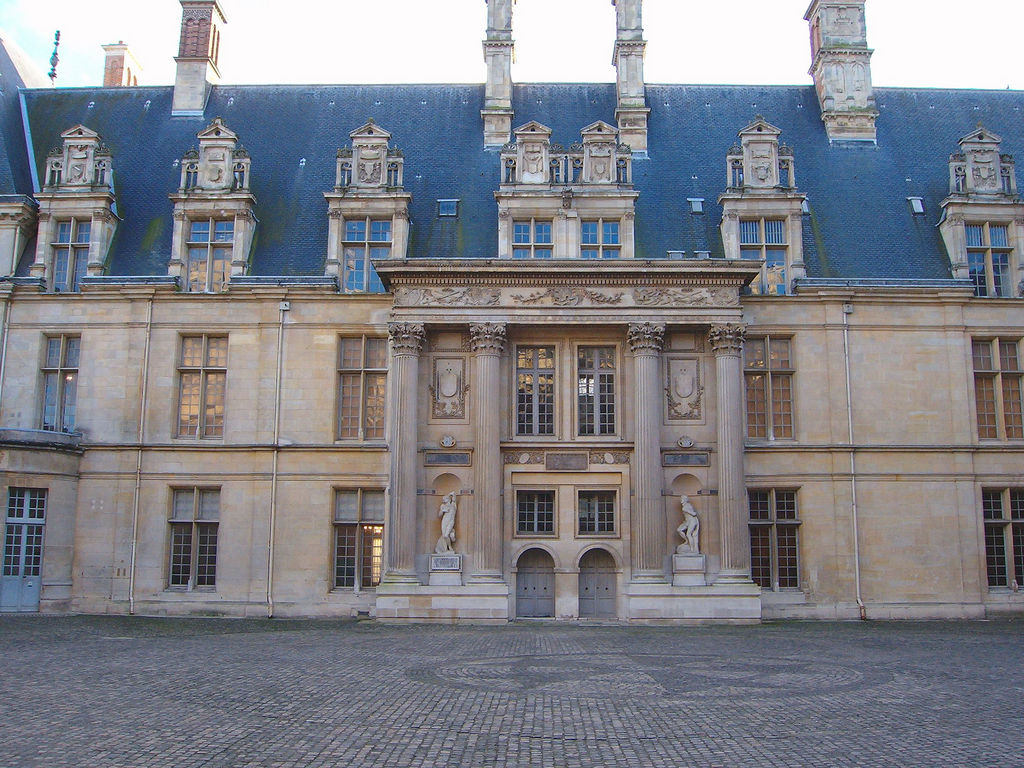
Castello di Écouen

Proveniente da una famiglia di maestri, ebbe l'occasione di completare i suoi studi con un soggiorno in Italia.
Al suo rientro in Francia prestò i suoi servigi ai duchi di Montmorency, per i quali dedicò gran parte della prima fase della carriera, impegnandosi in lavori presso i castelli di Écouen, di Chantilly, di Fère-en-Tardenois, quest'ultimo caratterizzato da uno splendido ponte. Il castello di Écouen risultò indubbiamente il suo capolavoro più conosciuto e diventerà la località di villeggiatura futura preferita di diversi sovrani di Francia.
A quegli anni risalirono due importanti trattati redatti da Bullant, quello riguardante la geometria, intitolato Petit Traicté de geometrie et d'Horlogiographie del 1561 e quello di architettura, intitolato Reigle générale d'Architecture: étude des cinq ordres de colonnes del 1564, mentre un terzo scritto, Recueil d'Horlogiographie 1561 fu inerente alla tematica degli orologi.
Grazie alle raccomandazioni dei signori di Montmorency, riuscì ad ottenere l'importante incarico di Contrôleur des Bâtiments du roi, presso la corte di Enrico II (1557).

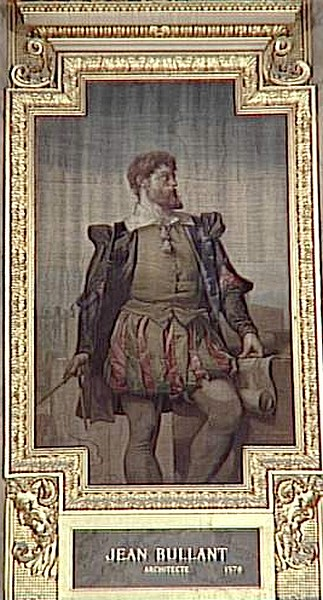
Jean Bullant, museo del Louvre

Dal 1570 incominciò la sua collaborazione con Caterina de' Medici, concretizzata con lavori al palazzo delle Tuileries di Parigi, dove ampliò la struttura realizzata da Philibert Delorme (1570), ottenendo nel frattempo la nomina di "architetto reale", (1571-1578). Al castello di Saint-Maur proseguì la sua attività reale prima di realizzare l'Hôtel de Soissons parigino, comprendente la nota colonna utilizzata da Caterina come osservatorio (1572-1584), e la galleria del castello di Chenonceau (1576-1577).
Altri lavori vennero eseguiti da Bullant presso il castello di Fontainebleau e nella chiesa di Saint-Denis.
Lo stile dell'architetto subì in una prima fase l'influenza della lezione dei classici e dell'opera di Philibert Delorme. In seguito aggiunse fantasie manieristiche alle sue caratteristiche consolidate.
Bullant è sepolto nella chiesa di Saint-Acceul d'Ecouen, situata sotto il castello. Ha presumibilmente lavorato alla costruzione del suo campanile durante uno dei suoi numerosi passaggi in questa città in cui abitava abitualmente.
Un certo numero di costruzioni architettoniche di Jean Bullant furono distrutte, specialmente durante la rivoluzione francese, e le uniche prove sono i piani o le incisioni del tempo. Il castello d'Ecouen è uno dei pochi ancora in grado di rappresentare la creatività di Jean Bullant, sebbene un'ala di questo castello sia scomparsa.